# WeeChat
 (janvier 2013).
Si vous disposez d'ouvrages ou d'articles de référence ou si vous connaissez des sites web de qualité traitant du thème abordé ici, merci de compléter l'article en donnant les références utiles à sa vérifiabilité et en les liant à la section « Notes et références ».
WeeChat (Wee Enhanced Environment for Chat) est un client de discussion supportant notamment le protocole IRC. Il se veut léger et rapide, est distribué sous licence GPL. Bien que toutes les actions soient réalisables au clavier, il est également possible d'utiliser la souris. Il est extensible par des extensions (plugins) et des scripts.

## Fonctionnalités
Quelques fonctionnalités :
- connexion simultanée à plusieurs serveurs IRC
- redirection des commandes IRC
- proxy IRC
- 256 couleurs
- liste des pseudos configurable
- barres avec objets personnalisées
- liste d'activité « intelligente »
- barre d'infos pour les highlights
- tampons avec contenu libre
- découpage de la fenêtre horizontalement et verticalement
- support de scripts Perl, Python, Ruby, Lua, Tcl, Scheme avec GNU Guile, Javascript avec V8 (moteur JavaScript), PHP
- installation facile de scripts
- double encodage (décodage/encodage)
- recherche incrémentale de texte dans les tampons
- filtre personnalisable par tags ou par expression régulière (avec filtre possible des join/part/quit)
- supporte GNU Aspell
- tube FIFO pour contrôle à distance